# Conioscinella nigrohalterata
Conioscinella nigrohalterata är en tvåvingeart som först beskrevs av Oswald Duda 1930.  Conioscinella nigrohalterata ingår i släktet Conioscinella och familjen fritflugor. Inga underarter finns listade i Catalogue of Life.